# Annexion du grand-duché de Luxembourg par la Belgique

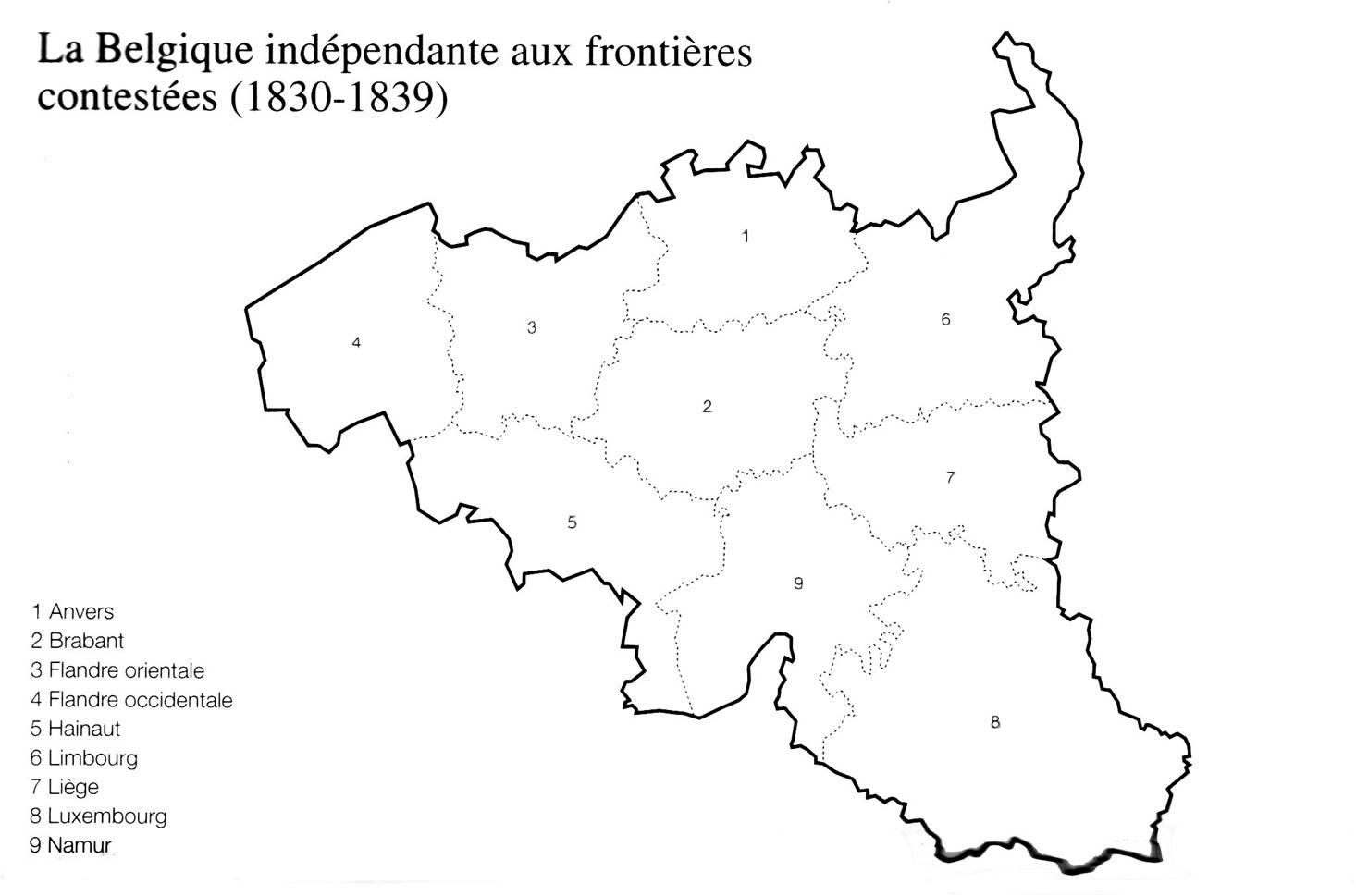
Les frontières de la Belgique, telles que déclarées par le gouvernement provisoire belge après l'indépendance, incluaient le grand-duché de Luxembourg.

L'annexion du grand-duché de Luxembourg par la Belgique désigne la période de l'histoire du Luxembourg pendant laquelle le grand-duché fut annexé et administré par la Belgique. Elle a lieu du 16 octobre 1830, date de la déclaration de l'annexion par le gouvernement provisoire de Belgique, au 19 avril 1839, date de signature du traité des XXIV articles, qui consacre la scission du grand-duché de Luxembourg, octroyant la partie occidentale à la Belgique (la province de Luxembourg) et rétrocédant la partie orientale, au grand-duc de Luxembourg, Guillaume d'Orange-Nassau, avec les frontières de l'actuel pays du Luxembourg.
Elle trouve ses racines avec la participation luxembourgeoise à la Révolution belge de 1830, les luxembourgeois partageant globalement les mêmes griefs à l'égard de la gouvernance « hollandaise » qui considérait le grand-duché comme la dix-huitième province du Royaume, alors que le territoire n'était censé être lié aux Pays-Bas que par l'union personnelle qui faisait de Guillaume Ier, à la fois le roi des Pays-Bas mais aussi le grand-duc de Luxembourg.
La zone d'influence et d'administration belge fut toutefois limitée à un rayon de quatre lieues autour du glacis de la forteresse de Luxembourg, où résidait une garnison de l'armée prussienne, en vertu de l'appartenance du grand-duché à la confédération germanique. Ce rayon fut ensuite réduit à deux lieues par la convention militaire belgo-luxembourgeoise de 1831. Ce territoire réduit incluait la capitale, Luxembourg-ville, ainsi que quelques villages aux alentours qui demeuraient sous le contrôle du gouverneur du Luxembourg et soumis à la loi néerlandaise. Tout le reste du grand-duché était, quant à lui, administré par le gouverneur de la province de Luxembourg depuis le nouveau chef-lieu, Arlon.
Cette période fut marquée par plusieurs incidents, à commencer par une contre-révolution organisée par le mouvement orangiste, fidèle au grand-duc. Plusieurs manœuvres militaires, des deux côtés, menèrent à des périodes de tension entre les deux commandants des forces armées, le général belge Frédéric de Tabor et le général prussien Frédéric Dumoulin.
D'un point de vue international, si les puissances européennes ne tardèrent pas à reconnaître l'indépendance de la Belgique lors de la conférence de Londres, elles demeuraient plus prudentes au sujet de la « question du Luxembourg », ne voulant pas déclencher un nouveau conflit, après une année 1830 qui avait déjà vu la Grèce acquérir son indépendance de l'Empire ottoman, la France connaitre sa deuxième Révolution, la Pologne se soulever contre l'Empire russe ou encore la future Italie accroitre son Risorgimento. Elle proposèrent donc un rachat du Luxembourg par la Belgique, avant que la Campagne des Dix-Jours ne les fassent changer d'avis et ratifier le traité des XXVII articles, annonçant la scission du Luxembourg.

## Contexte

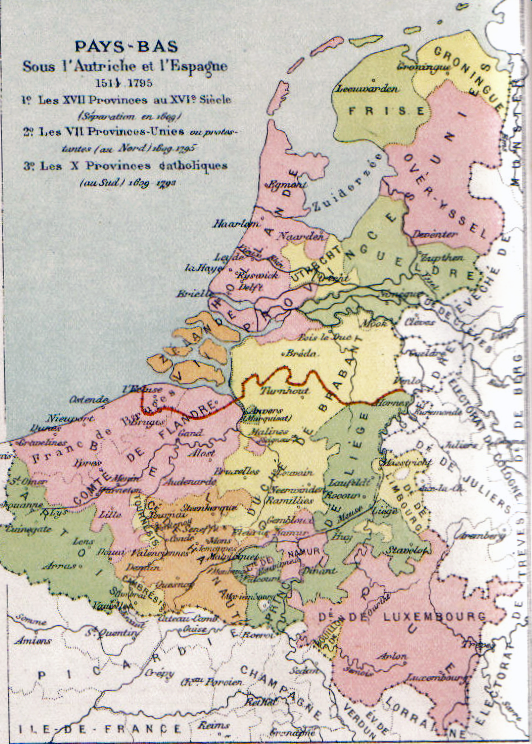
Carte du Moyen Âge, représentant les Pays-Bas autrichiens au sud (majoritairement catholiques) et la république des Provinces-Unies au nord (majoritairement protestante) avec leur frontière (en rouge).

Depuis le Moyen Âge, le duché de Luxembourg et les Pays-Bas méridionaux demeuraient étroitement liés et étaient d'ailleurs gouvernés par les mêmes souverains de la maison de Habsbourg lors de la période des Pays-Bas autrichiens, qui perdura jusqu'à l'annexion à la Première République française en 1795.
Après la fin du Premier Empire de Napoléon Bonaparte, le congrès de Vienne crée le grand-duché de Luxembourg qu'il octroie, à titre privé, à Guillaume Ier d'Orange-Nassau. Celui-ci devient donc le premier grand-duc de Luxembourg mais est alors également le roi d'un autre nouvel état : le royaume uni des Pays-Bas, regroupant grosso modo la Belgique et les Pays-Bas actuels. Le grand-duché devient également un État membre de la Confédération germanique, créée par la même occasion, et la forteresse de Luxembourg abrite dès lors une garnison conjointe de troupes de l'armée prussienne et de l'Armée du royaume uni des Pays-Bas, devenant une forteresse « fédérale », notamment après la convention de Francfort conclue le 8 novembre 1816. 
Toutefois, le « roi grand-duc » considère le Luxembourg comme la dix-huitième province de son royaume, qu'il soumet notamment à la constitution du royaume des Pays-Bas. Les griefs des populations majoritairement catholiques des provinces méridionales se font de plus en plus insistants et mènent finalement à la Révolution belge, dirigée  contre le régime « hollandais » protestant, entraînant la guerre belgo-néerlandaise puis la déclaration de l'indépendance de la Belgique le 4 octobre 1830. Les revendications des luxembourgeois et des belges vis-à-vis de la politique de Guillaume Ier se rejoignant sur beaucoup de points, cela provoque un ralliement massif à la révolution des belges, incluant une participation militaire par l'envoi d'un corps franc luxembourgeois.

## Déroulement

### Préambules militaires

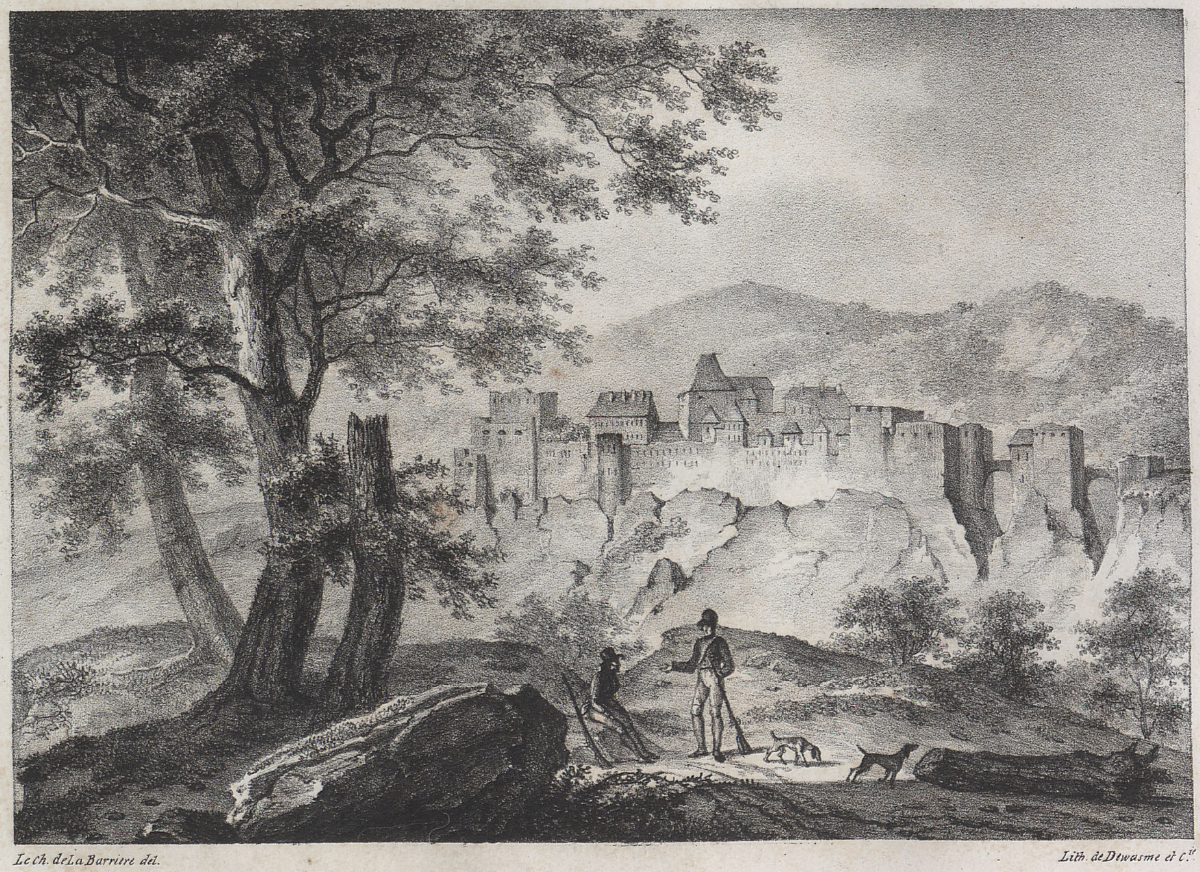
Le château de Bouillon est pris par la garde bourgeoise de la ville dès le 3 octobre 1830 après que la majorité de la troupe composant le bataillon des forces armées du Royaume uni des Pays-Bas qui y était en garnison, ait déserté.

Malgré le fait que le grand-duché de Luxembourg soit théoriquement indépendant du Royaume uni des Pays-Bas, le roi-grand-duc Guillaume Ier avait fait placer deux bataillons de son armée, issue d'une toute nouvelle Afdeeling. Il s'agit là d'un dix-huitième régiment d'infanterie, spécialement créé en 1829 alors qu'il n'y en avait initialement que dix-sept : un dans chacune des provinces du Royaume. Ce dernier possède officiellement son état-major à Namur mais les deux bataillons sont en garnison à Arlon et dans le château de Bouillon. Dans la forteresse de Luxembourg se trouve toujours une garnison de l'armée prussienne tandis que le maintien de l'ordre public est assurée par la maréchaussée royale, l'ancêtre de la gendarmerie grand-ducale.
Avec le déclenchement de la révolution belge lors de l'insurrection de 1830 dans les Pays-Bas méridionaux, les luxembourgeois se rallient massivement au mouvement. En effet, dès le 29 août, François d'Hoffschmidt rapporte le premier drapeau « noir-jaune-rouge » par la diligence venue de Bruxelles. Il est hissé en haut du clocher de l'église Saint-Pierre de Bastogne par une troupe d'insurgés menée par le commandant de la maréchaussée locale, Charles Mathelin.
Par la suite, les luxembourgeois envoient, d'une part, le corps franc luxembourgeois gonfler les rangs des volontaires belges lors de la guerre belgo-néerlandaise, et, d'autre part, ils désarment le bataillon d'Arlon alors que celui-ci est en mouvement à Neufchâteau le 1er octobre 1830 et la garde bourgeoise de Bouillon prend le contrôle du château deux jours plus tard après la désertion massive des troupes, majoritairement locales.

### Déclaration d'annexion
Le 16 octobre 1830 le gouvernement provisoire de Belgique déclare unilatéralement l'annexion du grand-duché de Luxembourg à la Belgique en tant que neuvième province du royaume : la province de Luxembourg. La ville de Luxembourg se trouvant dans le rayon demeuré sous l'autorité du grand-duc, elle ne put en devenir le chef-lieu et c'est à Arlon que fut progressivement aménagé l'autorité provinciale belge. Bruxelles y nomme un gouverneur : Jean-Baptiste Thorn.
Le 18 novembre, le Congrès national adopte un décret, précisant que :

« Au nom du peuple belge, le Congrès national de la Belgique proclame l'indépendance du peuple belge, sauf les relations du Luxembourg avec la Confédération Germanique. »

En effet, la garnison de l'armée prussienne présente dans la forteresse de Luxembourg empêche le contrôle belge du territoire situé dans un rayon de quatre lieues à partir du glacis de la forteresse, en vertu de la convention de Francfort, signée le 8 novembre 1816 entre le grand-duc Guillaume Ier et le roi de Prusse, Frédéric-Guillaume III. 
Dans ce rayon subsiste un réduit du territoire luxembourgeois où les lois néerlandaises et grand-ducales font toujours foi, sous l'autorité du gouverneur du Luxembourg, Jean-Georges Willmar, remplacé à sa mort (le 1er janvier 1831) par le duc de Saxe-Weimar. Cette situation entraîne la « question du Luxembourg », quant à savoir à qui devait revenir le territoire luxembourgeois. Ce rayon sera ensuite réduit à deux lieues par la convention militaire belgo-luxembourgeoise de 1831.

### Chronologie
- Le 16 octobre 1830 le gouvernement provisoire de Belgique déclare unilatéralement l'annexion du grand-duché de Luxembourg au nouvel état[7]. Il nomme un nouveau gouverneur, le gouverneur de la province de Luxembourg : Jean-Baptiste Thorn.

- Le 4 novembre, la conférence de Londres se réunit pour la première fois au Foreign Office, regroupant les cinq grandes puissances européeennes de l'époque (France, Hongrie, Prusse, Royaume-Uni et Russie) afin de juger des suites à donner à la guerre belgo-néerlandaise et à la déclaration de l'indépendance de la Belgique du Royaume uni des Pays-Bas datée du 4 octobre de la même année. Elle établira 70 protocoles et deux traités qui légifèreont sur le sujet[9].

- Le 17 novembre, le protocole n°3 stipule que le Grand-duché doit être maintenu à part des décisions ayant trait à l'indépendance de la Belgique. En voici les termes :

« Les plénipotentiaires ont jugé nécessaire d'approuver le soin qu'ont eu messieurs Cartwright et Bresson d'écarter des projets de réponse qui leur ont été présentés pendant leur dernier séjour à Bruxelles, tout mention du Grand-duché de Luxembourg. Ce duché fait partie de la Confédération Germanique, sous la souveraineté de la Maison d'Orange-Nassau, en vertu de stipulations différentes de celles du traité de Paris, et des traités subséquents qui ont créé le royaume des Pays Bas. Il ne saurait, par conséquent, être compris aujourd'hui dans aucun des arrangements qui ont, ou qui auront, rapport à la Belgique, et nulle exception ne sera admise à ce principe. »

- Le 18 décembre, l'annexe C du protocole n°6 présente une note adressée à la Conférence par les représentants de l'Autriche (Johann von Wessenberg), de la Hongrie (Paul III Antoine Esterházy) et de la Prusse (Heinrich von Bülow), annonçant que le roi / grand-duc Guillaume envisage une intervention militaire dans son grand-duché afin de matter l'insurrection et le rattachement des luxembourgeois à la guerre belgo-néerlandaise :

« Les soussignés, plénipotentiaires d'Autriche et de Prusse, ont été chargés par la Diète Germanique de faire à la Conférence la communication suivante :
Sa Majesté le roi des Pays Bas a réclamé, en sa qualité de Grand-duc de Luxembourg, de la Diète les secours nécessaires pour réprimer l'insurrection éclatée dans le Grand-duché.
Cette réclamation devait être accueillie par la Diète. Considérant toutefois que l'insurrection dans le Grand-duché n'est que la suite de celle éclatée en Belgique, et que celle-ci fait dans ce moment l'objet de la Conférence des plénipotentiaires des cinq Puissances réunis à Londres, la Diète a cru, avant de prendre les mesures qui sont de sa compétence, devoir s'adresser à la Conférence pour s'assurer si elle n'a déjà trouvé, ou ne s'occupe à trouver, des moyens suffisants à l'effet d'obtenir le but en question, et qui rendraient superflue en tout ou en partie une intervention plus positive de la part de la Diète Germanique.
Les Soussignés, en s'acquittant de cette commission, prient la Conférence de vouloir bien les mettre à même de transmettre à la Diète les informations qu'elle désire obtenir. »

- Le 1er janvier 1831, le gouverneur du Luxembourg, Jean-Georges Willmar décède et est remplacé dans ses fonctions par Bernard de Saxe-Weimar-Eisenach.

- Le 20 janvier 1831, le protocole n°11 traduit par écrit la reconnaissance de l'indépendance de la Belgique et en envisage les premières frontières en excluant de manière claire le Grand-duché de Luxembourg dans l'article 2 :

« Article 2 : La Belgique sera formé de tout le reste du territoire qui avaient reçu la dénomination de royaume des Pays-Bas, dans le Traité de l’année 1815, sauf le grand-duché de Luxembourg, qui, possédé à un titre différent par les princes de la maison de Nassau, fait et continuera à faire partie de la Confédération germanique. »

- Le 1er mars, après avoir proposé un plan de partage de la Belgique en 1830, une communication faite à la Conférence par le plénipotentiaire français d’une dépêche d'Horace Sébastiani fait état que : « ...la délimitation de la Hollande, de la Belgique et du Grand-duché de Luxembourg, telle qu’elle résulte des protocoles, restait encore trop vague pour que le gouvernement du roi put y adhérer pleinement. Il était nécessaire de la rendre plus nette, plus précise, par des explications ultérieurs. Il convenait d’abord de déterminer ce qui formait définitivement les Grand-duché de Luxembourg. »

- Le 5 mars 1831, le gouverneur du Luxembourg s'adresse aux habitants :

« Habitants du Grand-duché de Luxembourg !
La situation politique du royaume a décidé le Roi à donner au Grand-duché une administration particulière et séparée de celle des autres provinces.
Cette administration, composée principalement d’indigènes, agira avec une parfaite connaissance du pays ; elle aura toujours égard au caractère et aux besoins des habitants.
La confiance du Roi m’a placé à la tête de cette administration ; Habitants du Grand-duché, j’espère obtenir le vôtre.
Les droits de la maison royale sur ces pays, ainsi que ses relations avec la confédération germanique, ont été reconnus et maintenus par la conférence de Londres. Il dépendait du Roi de faire établir son autorité par les forces de la confédération, mais il a préféré de vous laisser le temps de retourner à vos devoirs, avant que de faire peser sur ce pays la charge d’une occupation militaire. Je recevrai les adhésions qui me seront données par écrit ou verbalement pendant un mois, à compter de ce jour.
Je suis arrivé parmi vous pour faire connaitre les intentions paternelles du Roi ; Habitants du Luxembourg, obéissez à son appel. Vos devoirs sont d’accord avec vos intérêts bien entendus. »

- Le 17 avril, le protocle n° 22 dispose de « (...) La prompte retraite de toutes les troupes Belges qui se trouveraient dans le Grand-duché de Luxembourg ; La cessation absolue de toute ingérence de la part des autorités belges dans les affaires intérieures de ce pays; (..) »

- Le 21 mai, le protocole n°24 envisage le rachat du Luxembourg par la Belgique selon ces premiers termes : « (...) Que l’adhésion du Congrès Belge aux bases de séparation de la Belgique d’avec la Hollande serait essentiellement facilitée si les cinq Cours consentaient à appuyer la Belgique dans son désir d’obtenir, à titre onéreux, l’acquisition de Grand-duché de Luxembourg. »

- Le 27 mai, Frédéric-Guillaume de Goedecke remplace le Duc de Saxe-Weimar en tant que gouverneur du Luxembourg.

- Le 26 juin: signature du traité des XVIII articles dans le but de qui former les préliminaires d'un traité de paix et de séparation des deux états.

## Incidents
Plusieurs incidents vinrent troubler la période d'administration belge du grand-duché de Luxembourg :
- Dès 1832, des heurts éclatent dans le cadre de la contre-révolution orangiste au grand-duché de Luxembourg.

- Le 17 avril 1832, le gouverneur « belge », Jean-Baptiste Thorn, est arrêté et incarcéré à Luxembourg par les troupes orangistes pour le motif d'avoir « contribué au renversement du Gouvernement établi par la loi fondamentale du Royaume uni des Pays-Bas et du Grand-duché de Luxembourg. » lors de la contre-révolution organisée par les orangistes. Cette arrestation est officialisée par le gouverneur « néerlandais » du Luxembourg, Frédéric-Guillaume de Goedecke, dans un arrêté adressé au bourgmestre de Luxembourg et au commandant de la gendarmerie grand-ducale[10]. Il fut détenu jusqu'au 23 novembre, date à laquelle il est échangé contre Antoine Pescatore, député luxembourgeois à la Seconde Chambre des États généraux de La Haye, qui avait lui-même été capturé et incarcéré à Namur par des forces pro-belges à la demande d'Édouard d'Huart, alors commissaire du district de Diekirch[11].

- Le 22 avril 1838, l'affaire de Strassen se déclare lorsque plusieurs communes luxembourgeoises arborent un drapeau belge en signe de protestation à la future scission du grand-duché de Luxembourg, et ce après l'acceptation du traité des XXVII articles quelques mois plus tôt par le roi-grand-duc Guillaume. C'est tout particulièrement la réaction militaire et l'envoi d'un détachement de 1 200 hommes à Strassen pour y enlever de force le drapeau, qui entraîna une crise politique, ceci étant vu par les belges comme une invasion de leur territoire.

## Réactions
- Le 6 octobre 1830, avant même la date d'annexion officielle, le gouverneur du Luxembourg, Jean-Georges Willmar, déclarait eu égard à la participation luxembourgeoise à la révolution belge et à l'insurrection de 1830 dans les Pays-Bas méridionaux[12] :

« Habitants du Grand-Duché ! 
L'ancien Duché de Luxembourg n'a jamais fait partie du pays qui, du tems du gouvernement autrichien, était désigné sous le nom de Belgique. Une nationalité propre, sous la garantie de la Confédération germanique, est attachée au sol Luxembourgeois ; elle serait violée, et avec elle l'indépendance de la Confédération, par tout acte émané d'une souveraineté étrangère, qui y recevrait l'exécution.
Tel est le caractère manifeste de l'intervention du Gouvernement provisoire de la Belgique dans l'administration du Grand-Duché ; dès-lors elle ne peut pas être admise. (...) »

## Conséquences
- Les États provinciaux du Luxembourg sont dissous lors de leur dernière séance du 5 mars 1831[13].